# Christoffer Eichhorn
Christoffer Eichhorn, född den 26 oktober 1837 i Stockholm, död där den 3 december 1889, var en svensk bibliotekstjänsteman, samlare och skriftställare.
Eichhorn blev student vid Uppsala universitet 1855, avlade kansliexamen 1864 och inskrevs samma år som extraordinarie amanuens vid Kungliga biblioteket, där han 1865 blev andre amanuens och 1877 amanuens. Eichhorn visade under studenttiden vittra intressen och var bland annat medlem av det kända studentsällskapet "N.S." I flera av tidens samlingsverk förekommer poem och prosastycken av honom, och 1876 gav han ut Dikter och berättelser, som utgjorde ett urval av hans skönlitterära produktion.
Vida mera betydande var emellertid hans forskningsverksamhet på bibliografins, litteraturhistoriens och konsthistoriens områden. Redan som student ägnade han sig med framgång åt dessa ämnen och författade flera uppsatser, däribland Upptäckta svenska pseudonymer och homonymer (I, 1859), Undersökning om skriften "Les anecdotes de Suède" (1863), Prosadikten i Sverige under frihetstiden (1865). Sina litterära och konstvetenskapliga uppsatser samlade Eichhorn till större delen i serien Svenska studier (I, 1869; II, 1872) och Nya svenska studier (1881).
Eichhorn verkade även som utgivare; han deltog i redaktionen av de äldre delarna av Per Hansellis Samlade vitterhetsarbeten av svenska författare etc. , upptäckte 1862 Magnus Olai Asteropherus 1600-talsskådespel "Tisbe" och gav ut det med litteraturhistorisk inledning (1863), ombesörjde utgivningen av samlade skrifter av Erik Johan Stagnelius (1867–68), Carl August Ehrensvärd (1866), Gustaf Lorentz Sommelius (1867) och Carl Michael Bellman (ny samling mestadels outgivna Bellmaniana, 2 delar, 1876–77). Dessutom utgav han kalendern Isblomman (1861) och  Sånger och berättelser af nio signaturer (1863) samt de båda planschverken med text Svenska konungar och deras tidehvarf (1886–90) och Bilder från gamla Stockholm (1887–89) med mera.
Eichhorn var verksam även på konsthistoriens och konstslöjdens områden. Han författade redogörelse för svenska byggnadskonsten (1871), vilken utgör en särskild avdelning till den svenska översättningen av Wilhelm Lübkes Arkitekturens historia, samt en konstnärsmonografi över Guillaume Boyen (1872, tillsammans med Herman Odelberg). Dessutom skrev han text till Nils Månsson Mandelgrens Samlingar till svenska konst- och odlingshistorien (1866–68) och till Svenska konstminnen från medeltiden och renässansen (1878). Han utarbetade även beskrivningen och katalogen över Hammerska samlingarna samt småskrifter om konstslöjdens betydelse, och var en av dem som på 1870-talet väckte till liv känslan för konstslöjdens höjande och fäste uppmärksamhet vid behovet av dess studium såväl som av vetenskapligt ordnade samlingar.
En omfattande verksamhet utövade Eichhorn som granskare på litteraturens, teaterns och konstens områden från 1859, särskilt i Aftonbladet (1864–69, där han bland annat var teaterkritiker), Stockholms dagblad (från 1870), Nya dagligt allehanda (från 1872), Ny illustrerad tidning, Framtiden och Nu, i vilka han mestadels använde signaturen ”-rn”. Hans kritik var ofta sakkunnig, men ägde föga personlig karaktär. Bland polemisk litteraturkritik av större omfång märks hans skrift mot Anders Fryxells Bellmansskildring i Bellman och hans senaste biograf (1879) – samma är kom även arbetet  Bellman på Djurgården.
Av synnerligt värde var de omfattande anteckningar och samlingar till Sveriges konsthistoria som Eichhorn företog och tillgodogjorde i de konstnärsbiografier han skrev för Nordisk familjebok, och som samlade för sig skulle utgöra ett svenskt konstnärslexikon. Han skrev även en De bildande konsternas historia i kort öfversikt (1881). Bland ett antal översättningar och bearbetningar som Eichhorn utförde kan nämnas hans under studentåren utförda översättning av Giovanni Boccaccios Decamerone (1861–62).
Eichhorn var dessutom en nitisk fornforskare, en av Svenska fornminnesföreningens stiftare och flera år dess vice ordförande. Eichhorn hopförde med stor iver och trots små tillgångar betydande samlingar av svenska porträtt, möbler, gravyrer, böcker och autografer. Samlingarna såldes efter hans död på auktioner och tilldrog sig stor uppmärksamhet. Totalt utgavs sex innehållsrika auktionskataloger 1890-91, varav den sista är av särskilt stort intresse eftersom de flesta numren där hade bibliograferats av Eichhorn själv. Hans efterlämnade anteckningar till svenska konsthistorien, som han testamenterade till Kungliga biblioteket, Nationalmuseum och Nordiska museet, är av stort värde.